# Nicolò Semitecolo
Nicolò Semitecolo (noto anche come Nicoletto; Venezia, ... – ...; fl. XIV secolo) è stato un pittore italiano, attivo a Venezia e a Padova dal 1353 al 1370.

## Biografia

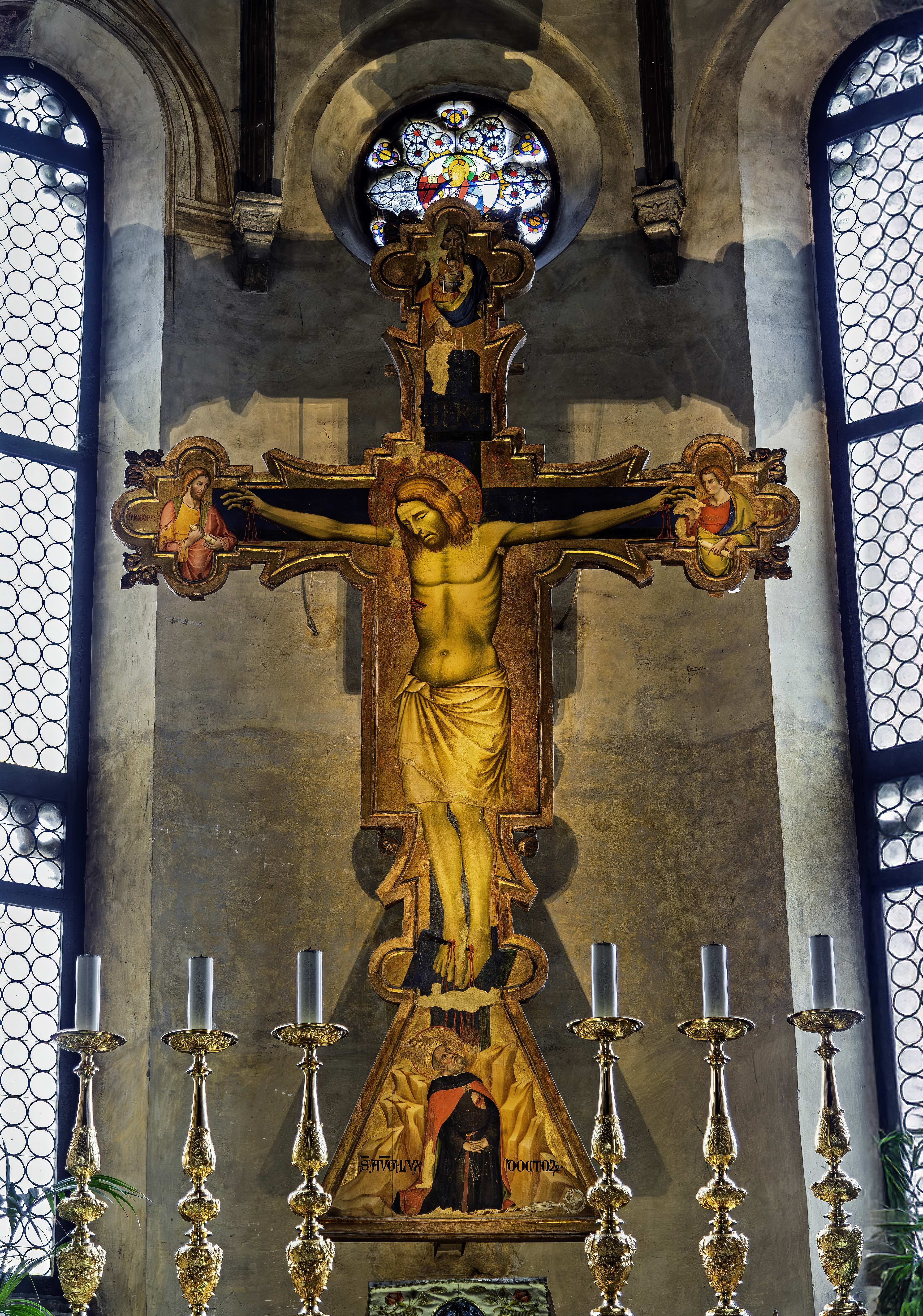
Padova, Chiesa degli Eremitani: il Crocifisso attribuito al Semitecolo.

Viene citato per la prima volta in un atto notarile stilato a Venezia il 7 marzo 1353, in cui compaiono «Donatus et Nicoletus Simithecollo pictores Santi Luce» (ovvero attivi nella parrocchia di San Luca). Nelle tavolette con le Storie di san Sebastiano, firmate e datate 1367, è invece attestata la sua nascita veneziana.
Quanto al legame con Padova, sappiamo che la sua famiglia possedeva una casa in via Altinate, non lontano dalla chiesa degli Eremitani dove avrebbe lavorato. Inoltre, Marco Semitecolo, pievano di Sant'Agnese dal 1315 al 1334 (lo stesso Nicolò ricoprirà questa carica nel 1364), era in rapporti con il futuro doge Marino Faliero, che fu podestà della Signoria di Padova tra il 1337 e il 1339 e nel 1350.
Riguardo alla sua formazione, l'impiego del verdaccio per gli incarnati e di colori preziosi e smaltei per le vesti, nonché l'impostazione scenica, fanno pensare a contatti con Paolo Veneziano e il Guariento di Arpo. Fu forse vicino anche agli artisti Caterino e Stefano (altro pievano di Sant'Agnese) i quali, assieme a Lorenzo Veneziano, raccolsero l'eredità di Paolo.
Forse Semitecolo conobbe il Guariento quando questi si trovava a Venezia per lavoro - nel 1361 dipinse la tomba del doge Giovanni Dolfin e nel 1365 affrescò il Paradiso nella sala del Maggior Consiglio in Palazzo Ducale. Successivamente, fu Semitecolo a seguirlo a Padova, collaborando nella decorazione degli Eremitani (metà degli anni 1360); proprio a lui sono assegnate le quattro Storie di sant'Agostino e la Croce stazionale nell'abside.
Si tratta tuttavia di mere attribuzioni, in quanto l'unico suo lavoro firmato sono le già citate Storie di san Sebastiano, ovvero quattro tavolette dipinte - completate da altre quattro con diversi soggetti -, provenienti dalla sagrestia dei Canonici della cattedrale di Santa Maria Assunta di Padova e oggi al Museo diocesano d'arte sacra. In origine dovevano far parte di un armadietto, di una cassetta per reliquie o di una pala che si apriva come il dossale della Pala d'oro. Su di esse sono raffigurati, su fondo oro, i Santi Sebastiano, Marco e Marcellino davanti agli imperatori Diocleziano e Massimiano (recante la firma «Nicholeto Simitecholo da Veniexia inpe[n]se»), San Sebastiano trafitto dalle frecce, San Sebastiano bastonato e ucciso e il Seppellimento di San Sebastiano (con la data «MCCCLXVII adì XV d[e] dece[m]bre»). Le altre tavolette raffigurano la Trinità, la Madonna dell'umiltà, due mezze figure di San Daniele e San Sebastiano (forse comprendente anche un frammento con Santa Giustina) e il Cristo in pietà tra la Vergine e san Giovanni evangelista (quest'ultima conservata alla Fondazione Sorlini di Calvagese della Riviera).
A Venezia, nella volta dell'Oratorio dei Lucchesi, che fu devastato da un incendio nel 1769, si trovavano decorazioni di questo pittore.
Nel 1370 il Semitecolo dipinse l'Istoria del Volto Santo  per la Confraternita dell'Oratorio dei Lucchesi. La Cappella del Volto Santo, detta dei Lucchesi, si trova nelle adiacenze della Chiesa di Santa Maria dei Servi, nel Sestiere di Cannaregio.
Nella Cattedrale di Padova si trova l'opera del Semitecolo: Due Cristiani davanti ai Giudici. Suo è anche il grande Crocifisso dietro l'altare maggiore del presbiterio nella Chiesa degli Eremitani.

## Galleria d'immagini

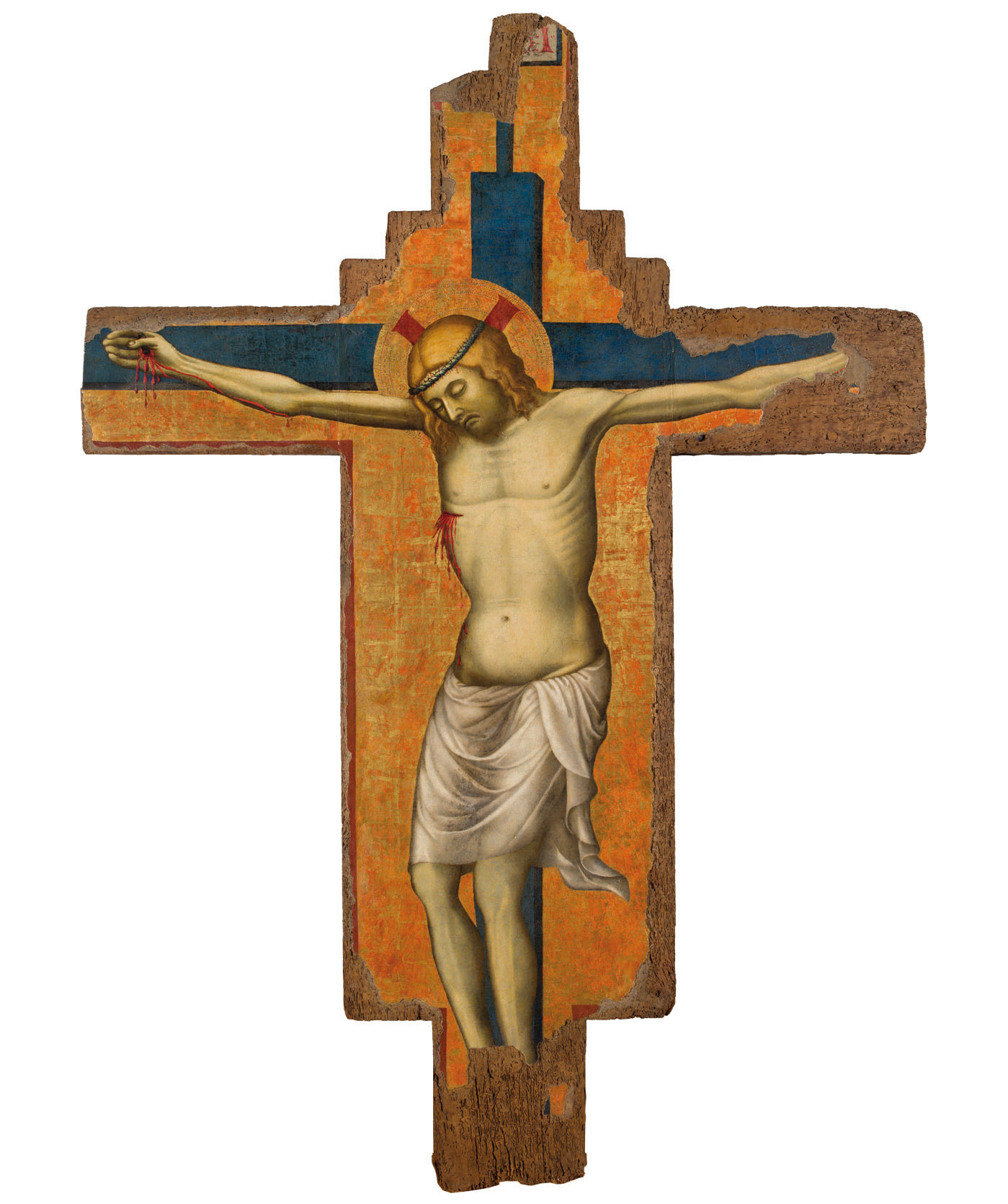
Crocifisso trecentesco dell'antica chiesa di Jesolo attribuito al Semitecolo
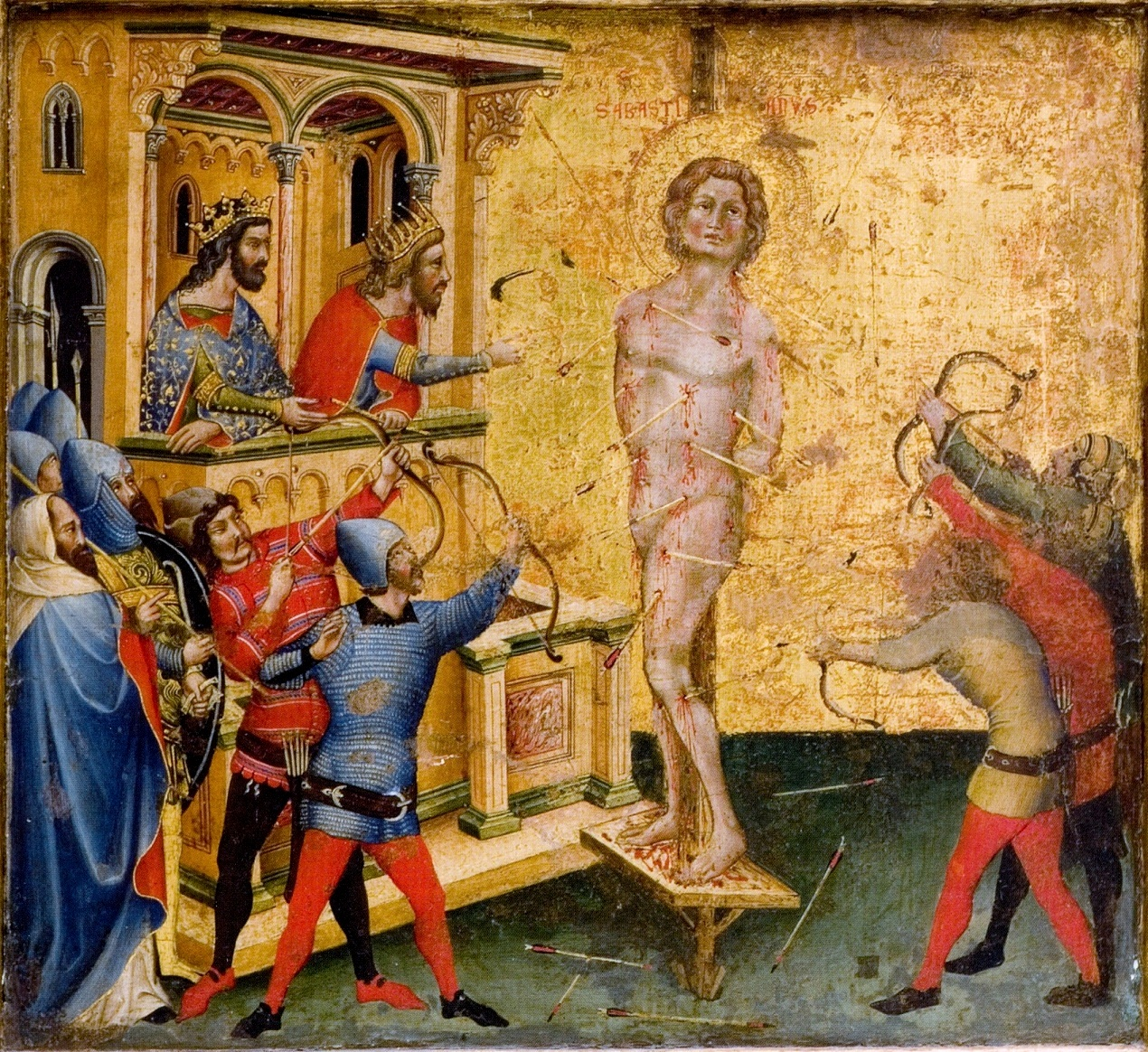
San Sebastiano, 1367, Museo Diocesano di Padova
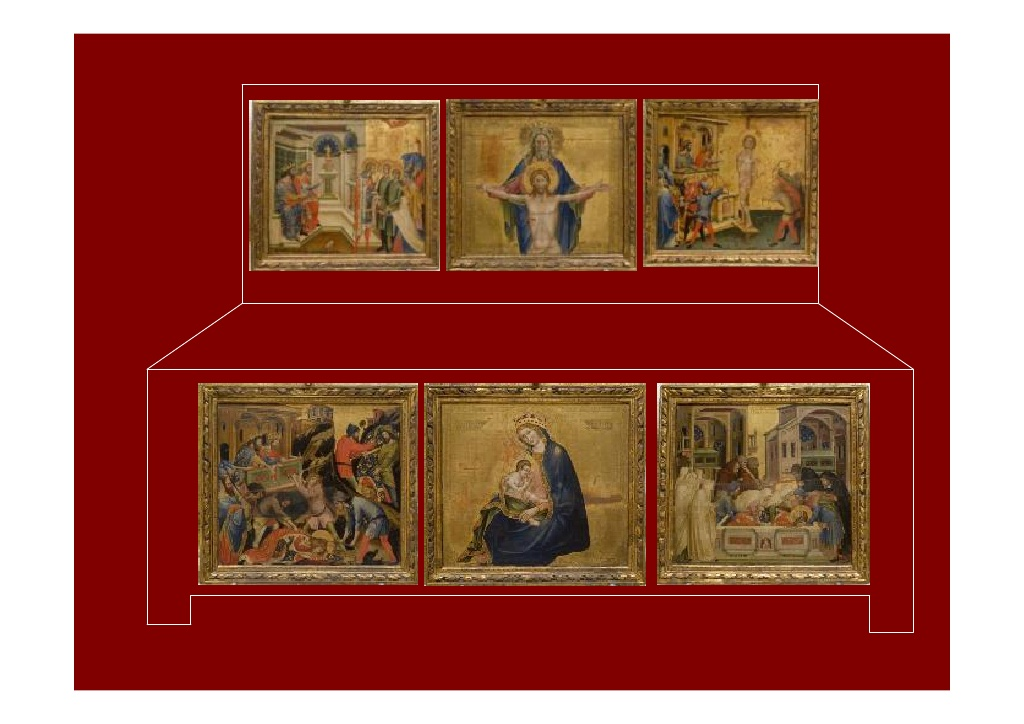
Ricostruzione altare del Semitecolo
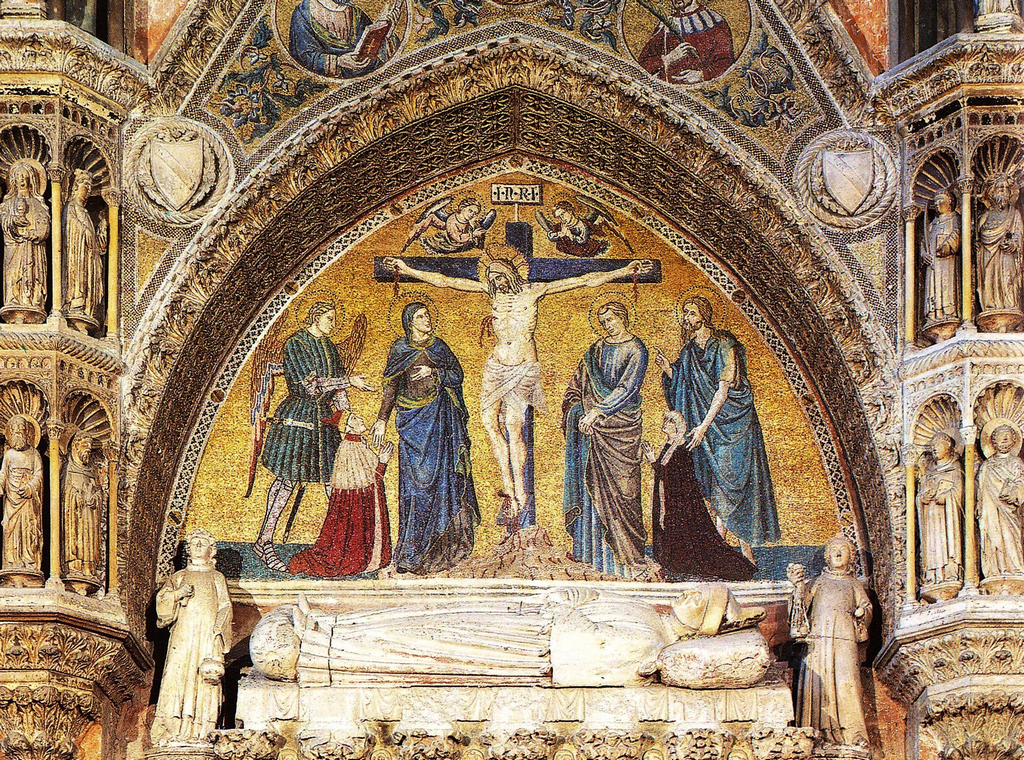
Monumento funebre del doge Michele Morosini, 1382, Basilica di san Zanipolo Venezia
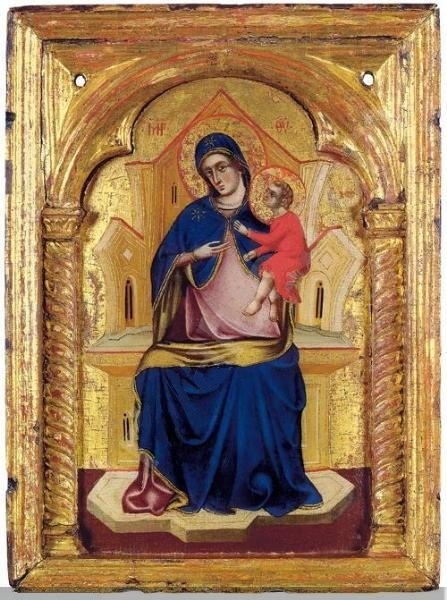
Madonna col Bambino in trono
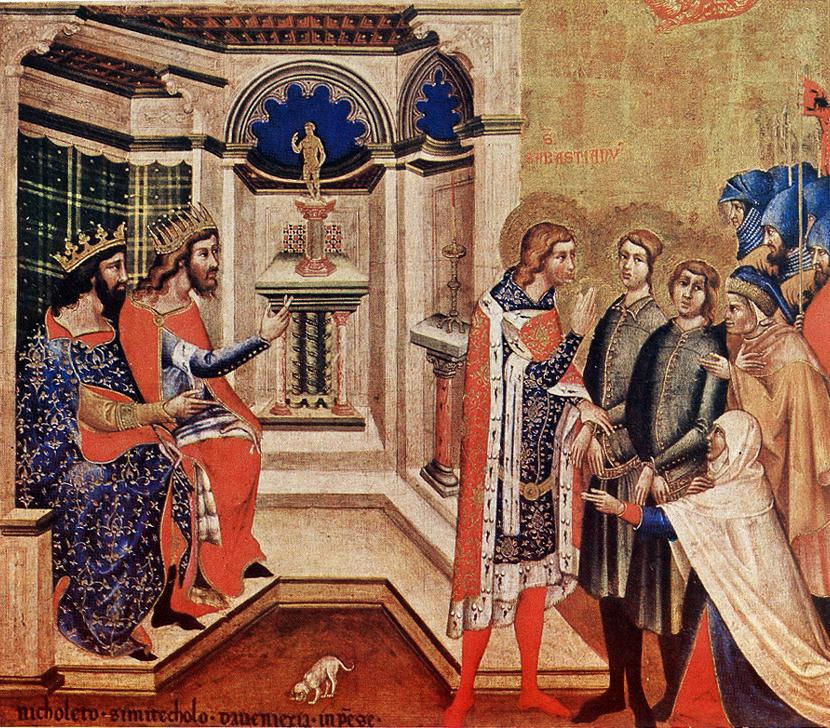
Due cristiani davanti ai giudici
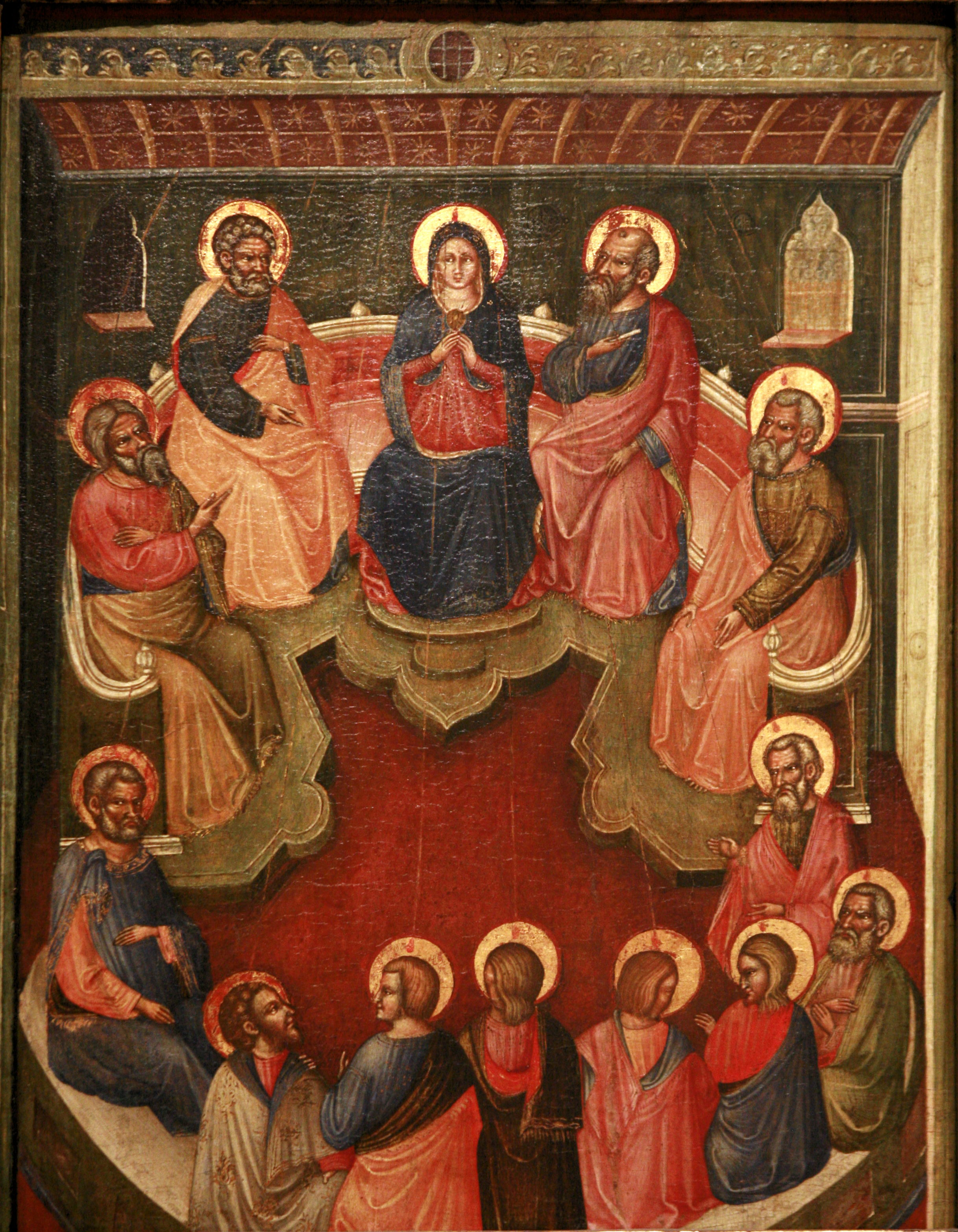
Pentecoste
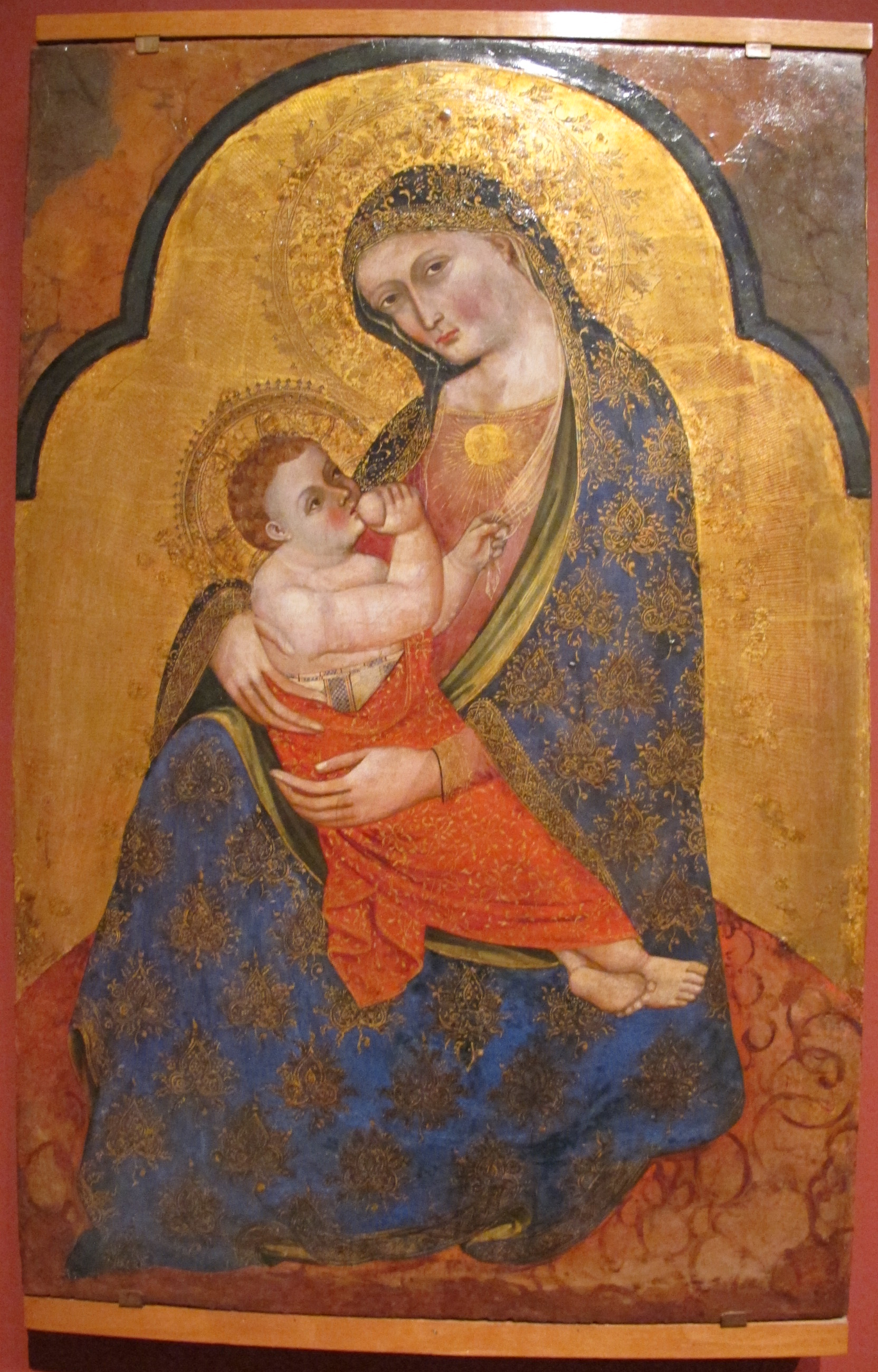
Madonna dell'umiltà o del latte, 1350-1400
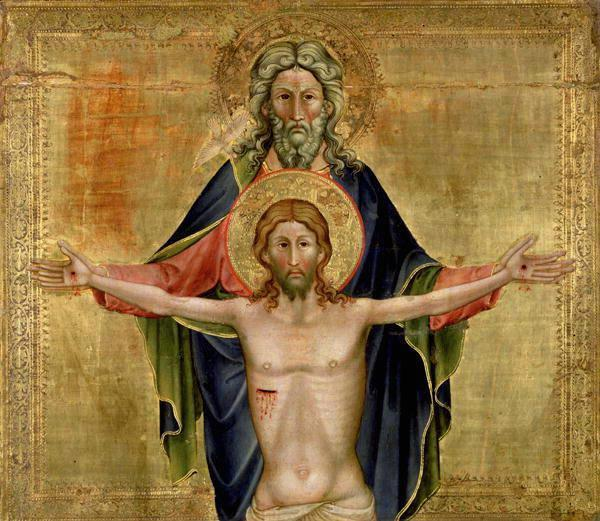
Santa Trinità, 1370, Museo Diocesano di Padova